# گلوله زنجیری

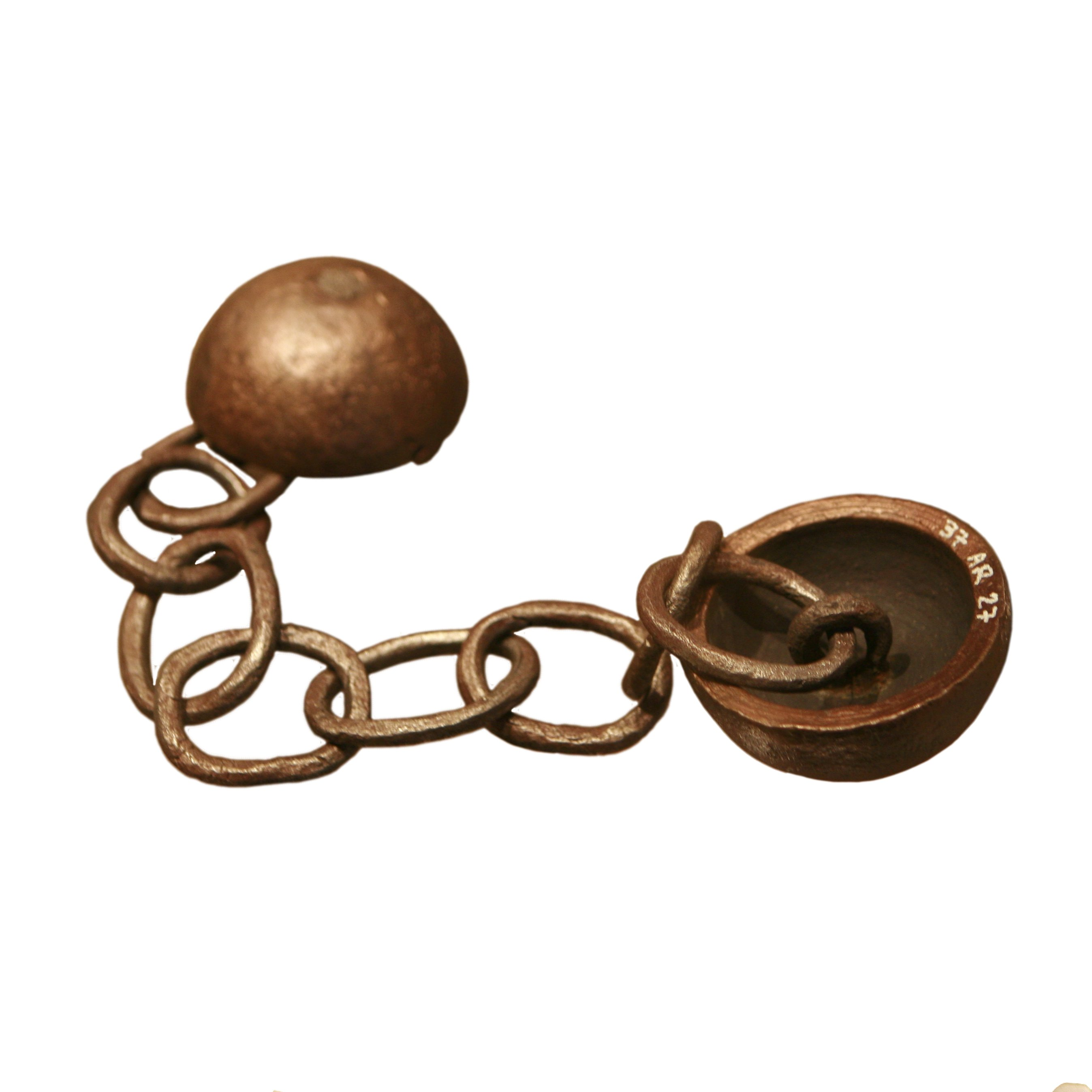
گلوله زنجیری فرانسوی

گلوله زنجیری (انگلیسی: Chain-shot) یک نوع منسوخ شده از مهمات است. شامل دو نیمه توپ است که با زنجیر به یکدیگر متصل شده‌اند. گلوله زنجیری برای از کار انداختن کشتی بادبانی استفاده می‌شده است.